# Saint-Christophe-des-Bois
Saint-Christophe-des-Bois (bret. Sant-Kristol-ar-C'hoad) – miejscowość i gmina we Francji, w regionie Bretania, w departamencie Ille-et-Vilaine.
Według danych na rok 1990 gminę zamieszkiwało 467 osób, a gęstość zaludnienia wynosiła 50 osób/km² (wśród 1269 gmin Bretanii Saint-Christophe-des-Bois plasuje się na 846. miejscu pod względem liczby ludności, natomiast pod względem powierzchni na miejscu 861.).